# Karl Bräuer
Karl Bräuer (* 16. Juli 1881 in Frankenthal (Pfalz); † 12. Mai 1964 in Freiburg im Breisgau) war ein deutscher Finanzwissenschaftler. Er war Mitbegründer des Bundes der Steuerzahler und 1950 bis 1961 dessen zweiter Präsident.

## Leben und Wirken
Karl Bräuer studierte nach Besuch des Realgymnasiums und praktischer Tätigkeit ab 1902 Geschichte, Philosophie, Rechts- und Staatswissenschaften an den Universitäten Heidelberg und Leipzig. An der Leipziger Handelshochschule bestand er im Jahre 1906 das Examen zum Dipl.-Kaufmann. 1907 beendete er seine Studien an der Universität Tübingen mit der Promotion zum Dr. sc. pol. Die Arbeit trägt den Titel Die Belastung der Adjacenten mit Trottoirbeiträgen nach pfälzischem Recht und nach dem System einzelner Partikularrechte.
Danach arbeitete Bräuer als wissenschaftlicher Mitarbeiter der Historischen Kommission in Frankfurt am Main, später auch beim Statistischen Amt. Seit 1912 wirkte Bräuer am volkswirtschaftlichen Seminar der Universität Leipzig, ab 1913 zugleich als Dozent an der Staatswissenschaftlichen Akademie. Nach der Teilnahme am Ersten Weltkrieg von 1914 bis 1918 als Frontsoldat (Eisernes Kreuz 2. und 1. Klasse, Albrechtskreuz) habilitierte sich Karl Bräuer 1919 an der Technischen Hochschule Dresden. Dort erhielt er 1920 eine außerplanmäßige Professur. 1922 bis 1932 war Bräuer ordentlicher Professor für Volkswirtschaftslehre und Finanzwissenschaft an der Universität Breslau. 1932 wechselte er an die Universität Würzburg.
Von 1935 bis 1945 lehrte Bräuer – als Nachfolger Bruno Molls, der aufgrund seiner jüdischen Herkunft 1934 entlassen worden war – an der Universität Leipzig. Er war dort ordentlicher Professor für Volkswirtschaftslehre und Finanzwissenschaft an der Philologisch-Historischen Abteilung der Philosophischen Fakultät. Nachdem seine Wahl zum neuen Vorsitzenden des Vereins für Socialpolitik gescheitert war, wurde Bräuer 1936 Präsident der Deutschen Wirtschaftswissenschaftlichen Gesellschaft, die von den Nationalsozialisten als Nachfolgeorganisation des inzwischen aufgelösten Verein für Socialpolitik eingerichtet worden war. Die Rolle Bräuers in dieser Gleichschaltung ist unklar.
Bräuer trat zum 1. Mai 1933 der NSDAP bei (Mitgliedsnummer 3.436.154) und war Untersturmführer der SS (SS-Nummer 124.599). Seine Tätigkeit als Schulungsleiter für Rasse- und Siedlungsfragen ist umstritten. Das Verzeichnis der wirtschaftswissenschaftlichen Hochschullehrer, das für diese Tätigkeit den Zeitraum von 1933 bis 1945 nennt, wurde schon 1938 gedruckt. Auch sein Eintritt in die NSDAP fand entgegen der dortigen Angabe nicht 1935, sondern schon 1933 statt. Bräuer trat im Juli 1942 aus der evangelisch-lutherischen Kirche aus.
Bräuer wurde am 1. Mai 1945 von der Besatzungsmacht verhaftet und kam in politischen Arrest. 1946 wurde der 65-Jährige emeritiert. Im Zuge der Entnazifizierung wurde er in die Kategorie IV, dann als „Mitläufer“ eingestuft.
Karl Bräuer gründete 1949 gemeinsam mit anderen den Bund der Steuerzahler. Von 1950 bis 1960 war er, nach Hermann Wunderlich, dessen zweiter Präsident. Dann zog sich der bereits 79-jährige Bräuer aus dem Vorstand zurück.
Als Auszeichnungen erhielt Bräuer unter anderem die Goethe-Medaille für Kunst und Wissenschaft (1941) sowie das Große Verdienstkreuz des Verdienstordens der Bundesrepublik Deutschland (1959).
Karl Bräuer war verheiratet mit Anneliese, geborene Siedler.
Nachdem der Publizist Volker Koop im Auftrag des Bundes der Steuerzahler eine Expertise zum Wirken von Karl Bräuer in den Jahren 1933 bis 1945 erstellt hatte, entschied dessen Vorstand im Jahr 2013, das Karl-Bräuer-Institut umzubenennen und den Karl-Bräuer-Preis nicht mehr zu verleihen. „Die (bisherigen) Preisträger erhalten im Nachhinein eine neue Urkunde, in der Karl Bräuer nicht mehr vorkommt.“ (Präsident Reiner Holznagel 2013).

## Wissenschaftliche Tätigkeiten
Bräuer hat sich sowohl mit finanzwissenschaftlichen als auch mit wirtschaftshistorischen, statistischen und verkehrswissenschaftlichen Fragestellungen befasst. In den 1920er Jahren begleitete er die Neuordnung der Reichsfinanzen. 1929 behandelte er die „Frage einer Heranziehung der Ärzte zur Gewerbesteuer“. Ein Vortrag von 1933 trägt den Titel: „Die Tragödie der deutschen Wirtschaft, Gesellschaft und Kultur.“ Bräuer studierte das Steuersystem des angelsächsischen Raumes und nutzte den Systemvergleich als Erkenntnismethode. In den 1950er-Jahren erörterte Bräuer – damals als Präsident des Bundes der Steuerzahler – die „Probleme einer Finanz- und Steuerreform“. Karl Bräuer war zudem Herausgeber von Teubners Handbuch der Staats- und Wirtschaftskunde in drei Bänden (1924–1928) und der Finanzwissenschaftlichen und volkswirtschaftlichen Studien (32 Bände: 1927–1942).

## Werke
- Kritische Studien zur Literatur und Quellenkunde der Wirtschaftsgeschichte, Leipzig 1912
- Die Neuordnung der deutschen Finanzwirtschaft und das neue Reichssteuersystem, Stuttgart 1920
- Die Besteuerung der Kriegsgewinne in den europäischen Staaten, Stuttgart 1921.
- Umrisse und Untersuchungen zu einer Lehre vom Steuertarif, Jena 1927
- Finanzsteuern, Zwecksteuern und Zweckzuwendung von Steuererträgen. Eine finanztheoretische und finanzpolitische Studie, München (u. a.) 1928
- Reichs-Tabakmonopol oder Tabak-Verbrauchsteuer? Ein Beitrag zur Finanz- und Steuerpolitik des Deutschen Reiches, Jena 1931
- Bericht über den Gründungstag 1936 und den Tag der „Deutschen Wirtschaftswissenschaft 1937“ hg. von Karl Bräuer (= Schr. d. deut. Wirt. wiss. Gesell., Bd. 1 (1938))
- Probleme einer Finanz- und Steuerreform 1954, 2 Bde., Bad Wishofen 1954